# 賢者の石、または魔法の島
『賢者の石、または魔法の島』（けんじゃのいし、またはまほうのしま、Der Stein der Weisen, oder Die Zauberinsel ）は、1790年9月11日にウィーン郊外のヴィーデン劇場で初演されたジングシュピール（歌芝居）。『賢者の石、または魅惑の島』とも。
脚本はエマヌエル・シカネーダー。作曲はヨハン・バプティスト・ハンネベルク、ベネディクト・シャック、フランツ・クサーヴァー・ゲルル、シカネーダー、ヴォルフガング・アマデウス・モーツァルト。原案はクリストフ・マルティン・ヴィーラントが編纂した童話集「ジニスタン、あるいは妖精精霊物語選」。モーツァルト以外の作曲者はシカネーダー率いる「ヴィーデン劇場（フライハウス劇場とも）」のメンバーである（ハンネベルクは指揮者、ゲルルとシャルクは歌手兼作曲家）。
同じく「ジニスタン」の一編を原案とし、シカネーダー脚本、モーツァルト作曲の『魔笛』とストーリー、音楽とも共通点が見られる。ちなみにシャックはタミーノを、ゲルルはザラストロを『魔笛』の初演で担当し（シカネーダーはパパゲーノを担当）、ハンネベルクは初演から3回目以降の指揮を担当した（初演と二回目はモーツァルト自身による）。
かつては作曲者は正確には知られておらず、モーツァルト作曲と推測された二重唱曲「いざ、いとしき乙女よ、共に行かん Nun, liebes Weibchen, ziehst mit mir. 」K.592a (625) も真贋が定かではなかった。しかし、第二次世界大戦時にソ連がドイツから略奪し1990年に返還された写譜に作曲者が記されているのが1996年に再発見され、全ての曲の作曲者が明らかになった（上記の二重唱も真作と確定した）。
ちなみに、モーツァルトはシカネーダー台本、シャックとゲルル作曲により1789年に初演された歌芝居「山地から来た馬鹿な庭師、または二人のアントン（Der dumme Gaertner aus dem Gebirge）」のアリア『女ほど素晴らしいものはない（Ein Weib ist das herrlichste Ding auf der Welt）』によるピアノ用の変奏曲（K.613）を翌1791年に作曲している。